# Ludwigsbrücke

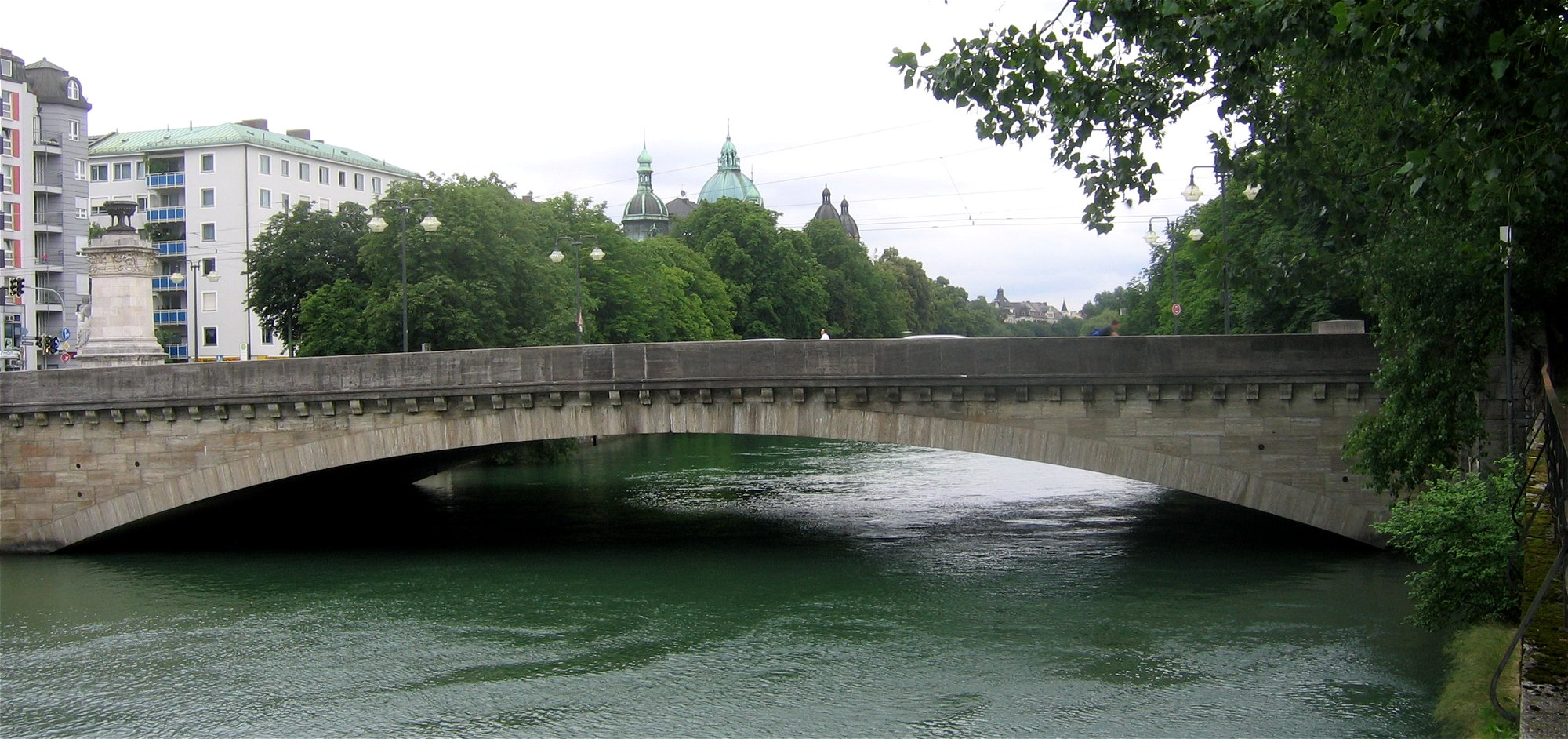
Binnenste Ludwigsbrücke

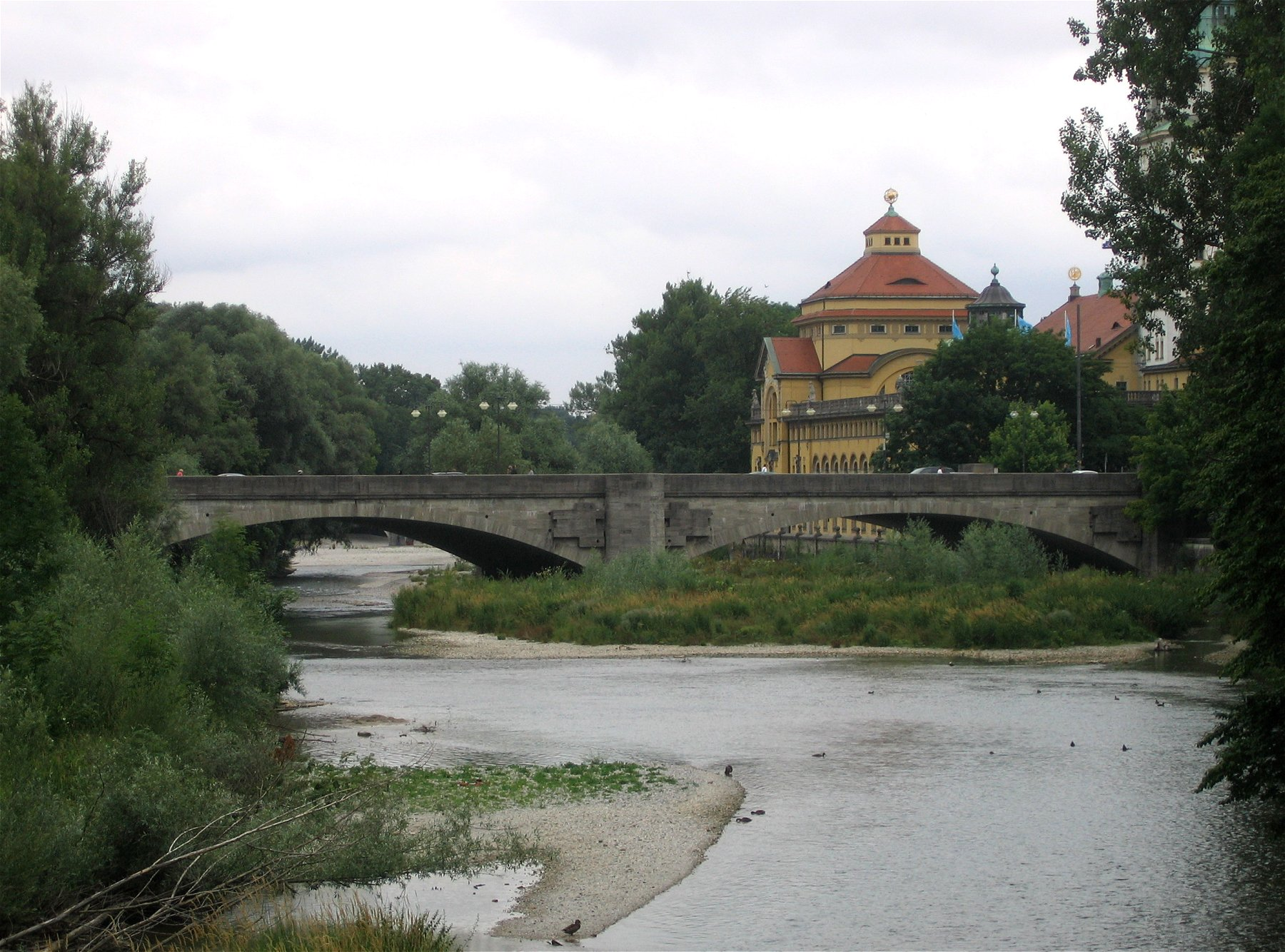
Buitenste Ludwigsbrücke

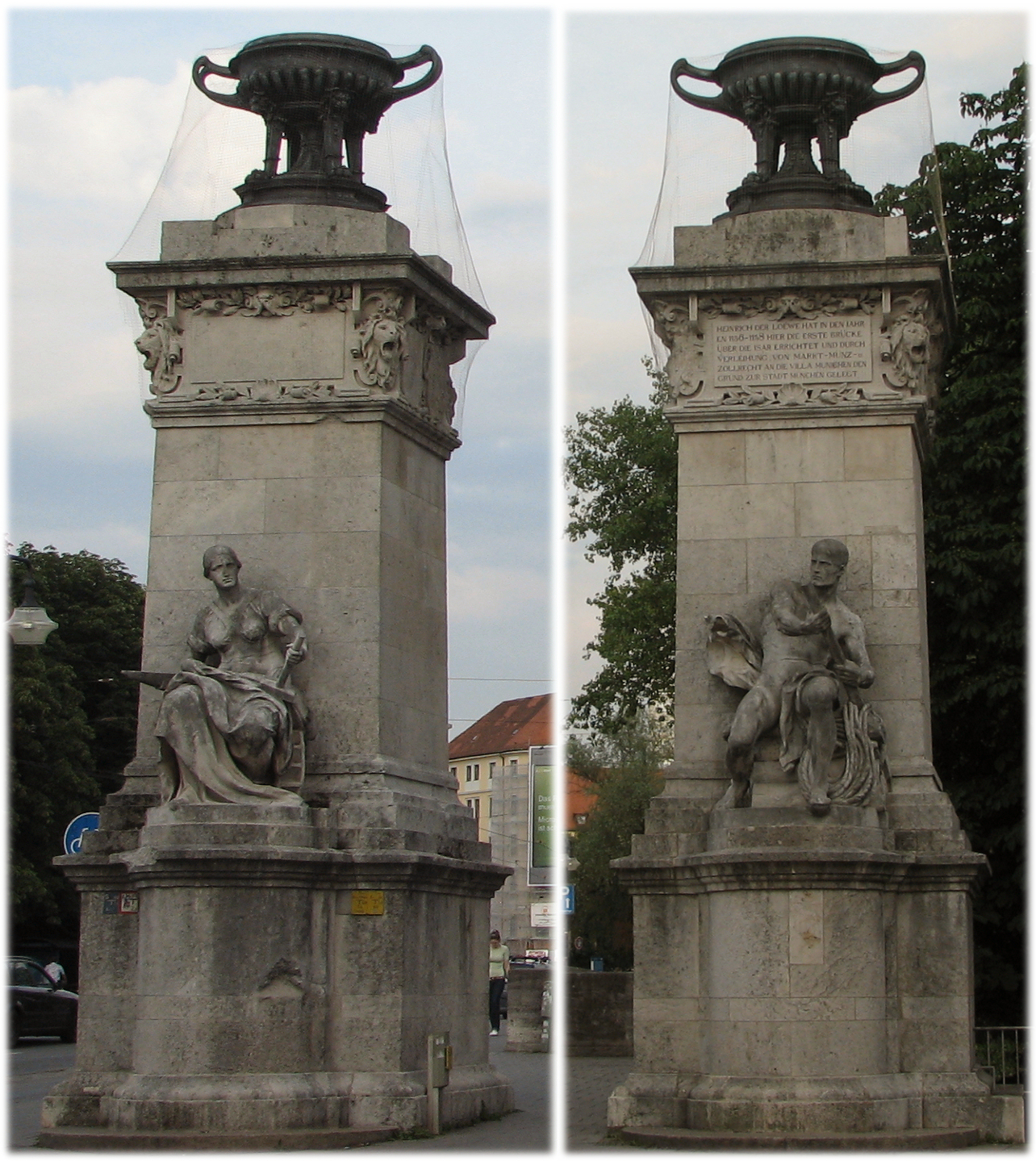
Pyloon rechts

De Ludwigsbrücke is een dubbele brug over de Isar te München.
Beide delen zijn boogbruggen uit gewapend beton bekleed met natuursteen.
Op dezelfde plaats vervoerde Hendrik de Leeuw in 1158 al zout over de Isar, maar de Augsburger Schied von 1158 vermeldt nog geen brug, dus mogelijk was er toen een veer.
In 1180 vermeldt de Regensburger Schied een brug op die plaats. Het was een eenvoudige houten paalbrug. De brug werd dikwijls beschadigd of vernield door hoogwater. Er waren altijd reservebalken en pijlers in voorraad voor herstellingen.
Een tekening uit 1493 toont een klein wachthuis.
Tussen 1517 en 1519 werd de Roter Turm naast de brug gebouwd ter verdediging.
In 1633 stortte de brug in
Rond 1705 was in de Isar een eiland van keien ontstaan, nu de Museumsinsel, zodat de Isar splitste in de Grote Isar ten westen en de Kleine Isar samen met de Auer Mühlbach ten oosten.
Tussen 1723 en 1725 werden stenen pijlers gemetseld, maar de brug zelf bleef uit hout.
Architect Ignaz Anton Gunetzrhainer liet van 1759 tot 1764 de buitenste brug met een stenen booggewelf bouwen. Na zijn dood in 1764 werd volgens zijn plannen ook van 1767 tot 1772 de binnenste brug met drie bogen van elk 13 m en pijlers van 3,2 m hoogte gebouwd uit kalksteen van Lenggries.
Op 8 september 1796 schoten de Fransen de Roter Turm in brand, zodat hij afgebroken moest worden.
Op 13 september 1813 stortte de kleine brug bij hoogwater in, omdat de fundering onder de pijlers weggespoeld was en 100 mensen stierven. Eerst werd een tijdelijke brug gebouwd. In 1823 begon Leo von Klenze met plannen van Carl Probst aan de bouw van een nieuwe brug. Ter ere van de toenmalige koning Ludwig I van Beieren werd de brug op 3 mei 1828 ingehuldigd als Ludwigsbrücke. De buitenste brug had 16 m spanwijdte, pijlers van 2,35 m hoog en was 10,7 m breed tussen de borstweringen. Onder het brugdek lag ook de drinkwaterleiding naar de binnenstad.
In 1877 werd de binnenste brug verbreed met een constructie uit gietijzer.
Van 1891 tot 1892 werd de binnenste brug vervangen door een 18 m brede brug met drie gewapend betonnen bogen en de buitenste brug door vier betonnen bogen. De architect was Carl Hocheder en hij liet aan de vier uiteinden van beide bruggen pylonen bouwen met figuren die de visserij, de scheepvaart, de kunst en de industrie voorstellen.
Van 1934 tot 1935 werden beide bruggen vernieuwd door een segmentboogbrug van 29,2 m breed uit gewapend beton naar ontwerp van German Bestelmeyer met als architect Knorr. De aannemers Leonhard Moll en Karl Stöhr uit München voerden het werk uit.
Schade in de Tweede Wereldoorlog werd in 1948 hersteld. Omdat een van de vier pylonen onherstelbaar vernield was, werden alle drie de overblijvende pylonen aan de westkant opgesteld. In 1988 werden de bruggen gesaneerd.